# Tillandsia grossispicata
Tillandsia grossispicata är en gräsväxtart som beskrevs av Espejo, López-ferr. och Walter Till. Tillandsia grossispicata ingår i släktet Tillandsia och familjen Bromeliaceae. Inga underarter finns listade i Catalogue of Life.